# 学習院 (幕末維新期)
学習院（がくしゅういん）は、江戸時代末期（幕末）の天保13年（1842年）に京都に設立され明治元年（1868年）9月（あるいは明治2年（1869年）9月）に廃止された朝廷の教育機関である。
現在の学校法人学習院の前身である明治10年（1877年）に東京で設立された皇族・華族学校の学習院と区別して「京都学習院」（きょうとがくしゅういん）とも称する。

## 沿革

### 設立
京都の朝廷においては、平安時代末期の安元の大火（治承元年（1177年））で律令制による大学寮が焼亡、廃絶して以来、公家の子弟のための公式の教育機関が存在せず、光格天皇により大学寮の再建が構想されていた。
次代の仁孝天皇は学校創立を実現させるべくこれに着手し、江戸幕府の承認を得て天保13年（1842年）、学校の設立が決定、弘化3年（1846年）、京都御所建春門外の開明門院跡に講堂が竣工した。翌4年3月9日（1847年4月23日）、講義が開始され、三条実万が初代の伝奏（学長）に就任した。当初、この学校の名称は「学習所」「習学所」など一定しなかったが、嘉永2年（1849年）、孝明天皇が「学習院」の勅額を下賜して以降は学習院を公称とした。教科は儒学（朱子学を中心に古学・陽明学も含む）を主としてこれに和学（国学）を取り入れたもので、聴講者（生徒）は堂上・非蔵人の公家の子弟、授業は会読・講釈を中心としていた。
安政6年（1859年）10月、安政の大獄により刑死を目前にした吉田松陰は、門人の入江九一に対し、この学習院を中心に京都に「四民共学」の「天朝の学校」を設立する構想を語り、ここに「尊攘堂」を建立して尊皇攘夷派の人々の顕彰を行うよう遺志を託している（これが品川弥二郎による後年の尊攘堂設立（明治10年（1887年））として具体化されることになった）。

### 尊攘運動と学習院
文久2年（1862年）7月頃より、学習院は桜田門外の変後急増した朝廷と諸藩の間の折衝の場にあてられるようになり、また翌3年2月、無名の投文・張紙などの横行に対応し陳情建白の類を受け付ける機関となった。その結果学習院では、尊皇攘夷の急進派が集い、国事を議論するようになり、この時期「学習院御用掛」あるいは同「出仕」に任命された高杉晋作・真木保臣・福羽美静ら各藩の志士が、尊攘派公家とともに攘夷決行の密謀をめぐらしたのである。しかし文久3年（1863年）の「八月十八日の政変」により尊攘派公家の処分とともに長州藩などの関係者も出入りを禁止され、陳情建白の受理も停止された。さらに元治（1864年）以後、教官には比較的政治色の薄い伴信友学派の国学者や咸宜園の儒学者が登用されるようになり、学習院は本来の教育機関としての姿を取りもどし大政奉還に至った。

### 「漢学所」への移行
その後、京都における政治的混乱の影響で学習院は一時閉鎖をよぎなくされていたが、慶応4年3月12日（1868年4月4日）、新政府によって復興され、同年3月19日（4月11日）の開講が決まり、4月15日（5月7日）には「大学寮代」と改称された。一方この頃には新政府より新しい学校制度の調査を命じられていた矢野玄道ら平田派の国学者が国粋的な「学舎制」を答申していたため学習院の漢学者たちはこれに抵抗し、結果として新政府は明治元年9月16日（10月31日）、国学・神道を講じる皇学所と漢学・儒学を講じる漢学所の並立を決定し、同時に学習院（大学寮代）は新設の漢学所に解消される形で廃止された。

### 廃止後
その後後身機関である漢学所は、1年後の明治2年9月（1869年10月）、「大学校」設立のためと称して皇学所とともに廃止されたが、猛烈な再開運動が起こり、同年12月（1870年1月）には旧皇学所と統合され「大学校代」に改編された。しかし東京奠都による生徒の減少、国漢両派の対立により全く不振であったため、翌明治3年8月（1870年9月）、官立学校としては廃止されて同年末（1871年1 - 2月）、京都府に移管されて「府学」と改称、京都府中学校となった。皇族・華族のための教育機関である旧制学習院は、明治10年（1877年）、華族会館によって新たに設立されたものであり、明治21年（1888年）、かつての京都学習院に与えられていた『学習院』の勅額が改めて下賜されて宮内省管轄の官立学校となったものである。

## 関連文献
単行書
- 京都市 『京都の歴史7:維新の激動』 京都市史編纂所 1974年

事典項目
- 時野谷勝 「学習院」 『日本近現代史辞典』 東洋経済新報社、1979年
- 大久保利謙 「学習院」 『国史大辞典』第3巻、吉川弘文館、1983年
- 同 「皇学所」 同上 第5巻、1985年
- 大沢勝 「学習院」 『日本史大事典』第2巻 平凡社、1993年